# Улица Урицкого (Иркутск)
Улица Ури́цкого (бывшая 1-я Арсена́льская, Пе́стеревская) — пешеходная улица в Правобережном округе города Иркутска, одна из центральных и старейших улиц города.
Расположена в историческом центре между параллельными ей улицами Фурье и Литвинова. Длина — 420 м. Идёт с северо-запада на юго-восток от улицы Карла Маркса до улицы Дзержинского.
В 1920 году Пестеревская улица переименована в честь М. С. Урицкого. В связи с этим в 1979 году была установлена информационная доска. В 2011 году информационная доска была уничтожена неизвестными.
В 2009 году на улице появились аншлаги с её историческим названием.
В 2011 году архитектурный ансамбль улицы Урицкого предлагалось признать объектом культурного наследия.
В 2011 году на улице была установлена архитектурная композиция «Волшебная виолончель», посвящённая выступающим на улице музыкантам.

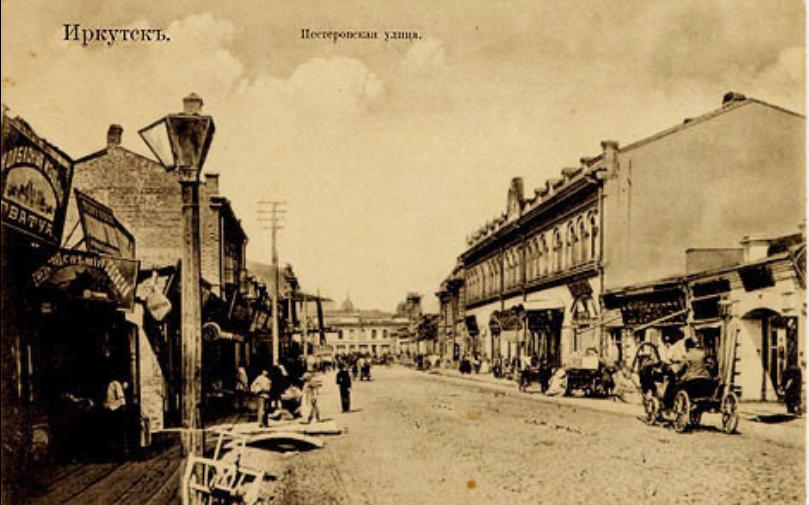
Пестеревская улица. 1910-е годы